# Europamästerskapet i basket för damer 2009
Europamästerskapet i basket för damer 2009 spelades i Liepāja, Riga och Valmiera i Lettland och var den 32:a EM-basketturneringen som avgjordes för damer. Turneringen spelades mellan den 7 och 20 juni 2009 och totalt deltog 16 lag i turneringen där Frankrike blev Europamästare före Ryssland och Spanien, det var Frankrikes andra EM-guld.

## Kvalificerade länder
| - Lettland (som arrangör) - Frankrike - Grekland - Israel - Italien - Litauen - Polen - Ryssland | - Serbien - Slovakien - Spanien - Tjeckien - Turkiet - Ukraina - Ungern - Vitryssland |

## Första gruppspelet

### Spelsystem
De 16 lagen som var med i EM spelade i fyra grupper om fyra lag i varje där alla lagen mötte alla en gång i sin grupp, de matcherna spelades mellan den 7 och 9 juni 2009. Därefter gick sen de tre bästa lagen i varje grupp vidare till andra gruppspelet, medan det sista laget i varje grupp hade spelat färdigt. I andra gruppspelet spelade lagen från Grupp A och Grupp B tillsammans i Grupp E och lagen från Grupp C och Grupp D spelade tillsammans i Grupp F. Till det andra gruppspelet tog lagen med sig matchresultaten mot lagen i sin grupp från första gruppspelet och spelade enbart mot de tre lagen från den andra gruppen i första gruppspelet, dessa matcher spelades mellan den 11 och 16 juni 2009. Från andra gruppspelet gick sen de fyra bästa lagen i varje grupp till kvartsfinalspelet, medan de två sista lagen i varje grupp hade spelet färdigt. De fyra lagen som sen förlorade i kvartsfinalerna spelade om platserna fem till åtta, samtliga slutspels- och placeringsmatcher spelades mellan den 17 och 20 juni 2009.
Seger i en match gav två poäng och förlust gav en poäng, oavsett om matchen avgjordes efter ordinarie tid (4x10 min) eller efter förlängning (5 min).
|  | Laget vidare till andra gruppspelet |
|  | Laget är utslaget                   |

### Grupp A
| Plats | Nation    | Spelade | Vinster | Förluster | Mål       | Målskillnad | Poäng |
| ----- | --------- | ------- | ------- | --------- | --------- | ----------- | ----- |
| 1     | Spanien   | 3       | 3       | 0         | 222 – 172 | +50         | 6     |
| 2     | Slovakien | 3       | 2       | 1         | 196 – 184 | +12         | 5     |
| 3     | Tjeckien  | 3       | 1       | 2         | 196 – 208 | -12         | 4     |
| 4     | Ukraina   | 3       | 0       | 3         | 191 – 241 | -50         | 3     |

| Söndag 7 juni 2009 kl 13:30 (CET) | Ukraina | 55 – 77 (16-26, 8-24, 19-14, 12-13) Matchrapport | Slovakien | Liepāja Publik: 500 |
| Söndag 7 juni 2009 kl 13:30 (CET) |         |                                                  |           | Liepāja Publik: 500 |

| Söndag 7 juni 2009 kl 18:00 (CET) | Tjeckien | 59 – 66 (23-14, 9-18, 15-19, 12-15) Matchrapport | Spanien | Liepāja Publik: 1.200 |
| Söndag 7 juni 2009 kl 18:00 (CET) |          |                                                  |         | Liepāja Publik: 1.200 |

| Måndag 8 juni 2009 kl 13:30 (CET) | Slovakien | 65 – 58 (12-17, 23-18, 15-12, 15-11) Matchrapport | Tjeckien | Liepāja Publik: 250 |
| Måndag 8 juni 2009 kl 13:30 (CET) |           |                                                   |          | Liepāja Publik: 250 |

| Måndag 8 juni 2009 kl 15:45 (CET) | Spanien | 85 – 59 (15-13, 24-13, 24-20, 22-13) Matchrapport | Ukraina | Liepāja Publik: 250 |
| Måndag 8 juni 2009 kl 15:45 (CET) |         |                                                   |         | Liepāja Publik: 250 |

| Tisdag 9 juni 2009 kl 13:30 (CET) | Ukraina | 77 – 79 (21-21, 20-10, 16-13, 20-35) Matchrapport | Tjeckien | Liepāja Publik: 250 |
| Tisdag 9 juni 2009 kl 13:30 (CET) |         |                                                   |          | Liepāja Publik: 250 |

| Tisdag 9 juni 2009 kl 15:45 (CET) | Spanien | 71 – 54 (17-16, 20-14, 16-10, 18-14) Matchrapport | Slovakien | Liepāja Publik: 300 |
| Tisdag 9 juni 2009 kl 15:45 (CET) |         |                                                   |           | Liepāja Publik: 300 |

### Grupp B
| Plats | Nation   | Spelade | Vinster | Förluster | Mål       | Målskillnad | Poäng |
| ----- | -------- | ------- | ------- | --------- | --------- | ----------- | ----- |
| 1     | Lettland | 3       | 3       | 0         | 232 – 179 | +53         | 6     |
| 2     | Polen    | 3       | 2       | 1         | 174 – 199 | -25         | 5     |
| 3     | Grekland | 3       | 1       | 2         | 187 – 175 | +12         | 4     |
| 4     | Ungern   | 3       | 0       | 3         | 155 – 195 | -40         | 3     |

| Söndag 7 juni 2009 kl 15:45 (CET) | Grekland | 59 – 43 (16-4, 18-8, 10-20, 15-11) Matchrapport | Ungern | Liepāja Publik: 350 |
| Söndag 7 juni 2009 kl 15:45 (CET) |          |                                                 |        | Liepāja Publik: 350 |

| Söndag 7 juni 2009 kl 20:30 (CET) | Lettland | 86 – 52 (24-12, 18-10, 20-15, 24-15) Matchrapport | Polen | Liepāja Publik: 2.492 |
| Söndag 7 juni 2009 kl 20:30 (CET) |          |                                                   |       | Liepāja Publik: 2.492 |

| Måndag 8 juni 2009 kl 18:00 (CET) | Polen | 62 – 60 (16-14, 15-12, 12-18, 19-16) Matchrapport | Grekland | Liepāja Publik: 1.500 |
| Måndag 8 juni 2009 kl 18:00 (CET) |       |                                                   |          | Liepāja Publik: 1.500 |

| Måndag 8 juni 2009 kl 20:15 (CET) | Ungern | 59 – 76 (11-20, 13-20, 17-17, 18-19) Matchrapport | Lettland | Liepāja Publik: 2.492 |
| Måndag 8 juni 2009 kl 20:15 (CET) |        |                                                   |          | Liepāja Publik: 2.492 |

| Tisdag 9 juni 2009 kl 18:00 (CET) | Polen | 60 – 53 (13-16, 14-17, 15-10, 18-10) Matchrapport | Ungern | Liepāja Publik: 1.500 |
| Tisdag 9 juni 2009 kl 18:00 (CET) |       |                                                   |        | Liepāja Publik: 1.500 |

| Tisdag 9 juni 2009 kl 20:15 (CET) | Grekland | 68 – 70 (15-18, 6-19, 18-6, 19-15) (Förlängning: 10-12) Matchrapport | Lettland | Liepāja Publik: 2.492 |
| Tisdag 9 juni 2009 kl 20:15 (CET) |          |                                                                      |          | Liepāja Publik: 2.492 |

### Grupp C
| Plats | Nation   | Spelade | Vinster | Förluster | Mål       | Målskillnad | Poäng |
| ----- | -------- | ------- | ------- | --------- | --------- | ----------- | ----- |
| 1     | Ryssland | 3       | 3       | 0         | 206 – 150 | +56         | 6     |
| 2     | Turkiet  | 3       | 2       | 1         | 195 – 195 | ±0          | 5     |
| 3     | Litauen  | 3       | 1       | 2         | 189 – 178 | +11         | 4     |
| 4     | Serbien  | 3       | 0       | 3         | 141 – 208 | -67         | 3     |

| Söndag 7 juni 2009 kl 13:30 (CET) | Litauen | 71 – 49 (16-10, 22-15, 14-13, 19-11) Matchrapport | Serbien | Valmiera Publik: 660 |
| Söndag 7 juni 2009 kl 13:30 (CET) |         |                                                   |         | Valmiera Publik: 660 |

| Söndag 7 juni 2009 kl 18:20 (CET) | Ryssland | 74 – 61 (29-16, 11-8, 12-13, 22-24) Matchrapport | Turkiet | Valmiera Publik: 1.100 |
| Söndag 7 juni 2009 kl 18:20 (CET) |          |                                                  |         | Valmiera Publik: 1.100 |

| Måndag 8 juni 2009 kl 13:30 (CET) | Turkiet | 69 – 66 (25-13, 11-27, 14-11, 19-15) Matchrapport | Litauen | Valmiera Publik: 400 |
| Måndag 8 juni 2009 kl 13:30 (CET) |         |                                                   |         | Valmiera Publik: 400 |

| Måndag 8 juni 2009 kl 18:00 (CET) | Serbien | 37 – 72 (7-18, 9-14, 8-21, 13-19) Matchrapport | Ryssland | Valmiera Publik: 850 |
| Måndag 8 juni 2009 kl 18:00 (CET) |         |                                                |          | Valmiera Publik: 850 |

| Tisdag 9 juni 2009 kl 13:30 (CET) | Turkiet | 65 – 55 (21-11, 10-24, 20-8, 14-12) Matchrapport | Serbien | Valmiera Publik: 500 |
| Tisdag 9 juni 2009 kl 13:30 (CET) |         |                                                  |         | Valmiera Publik: 500 |

| Tisdag 9 juni 2009 kl 20:15 (CET) | Litauen | 52 – 60 (8-13, 19-10, 19-22, 6-15) Matchrapport | Ryssland | Valmiera Publik: 1.200 |
| Tisdag 9 juni 2009 kl 20:15 (CET) |         |                                                 |          | Valmiera Publik: 1.200 |

### Grupp D
| Plats | Nation      | Spelade | Vinster | Förluster | Mål       | Målskillnad | Poäng |
| ----- | ----------- | ------- | ------- | --------- | --------- | ----------- | ----- |
| 1     | Frankrike   | 3       | 3       | 0         | 212 – 192 | +20         | 6     |
| 2     | Italien     | 3       | 2       | 1         | 203 – 198 | +5          | 5     |
| 3     | Vitryssland | 3       | 1       | 2         | 200 – 206 | -6          | 4     |
| 4     | Israel      | 3       | 0       | 3         | 210 – 229 | –19         | 3     |

| Söndag 7 juni 2009 kl 15:45 (CET) | Vitryssland | 81 – 76 (17-21, 13-17, 22-10, 29-28) Matchrapport | Israel | Valmiera Publik: 430 |
| Söndag 7 juni 2009 kl 15:45 (CET) |             |                                                   |        | Valmiera Publik: 430 |

| Söndag 7 juni 2009 kl 20:30 (CET) | Italien | 61 – 76 (14-15, 19-19, 11-23, 17-19) Matchrapport | Frankrike | Valmiera Publik: 450 |
| Söndag 7 juni 2009 kl 20:30 (CET) |         |                                                   |           | Valmiera Publik: 450 |

| Måndag 8 juni 2009 kl 15:45 (CET) | Israel | 64 – 75 (10-32, 16-14, 19-13, 19-16) Matchrapport | Italien | Valmiera Publik: 600 |
| Måndag 8 juni 2009 kl 15:45 (CET) |        |                                                   |         | Valmiera Publik: 600 |

| Måndag 8 juni 2009 kl 20:15 (CET) | Frankrike | 63 – 61 (16-10, 19-15, 14-21, 10-13) (Förlängning: 4-2) Matchrapport | Vitryssland | Valmiera Publik: 600 |
| Måndag 8 juni 2009 kl 20:15 (CET) |           |                                                                      |             | Valmiera Publik: 600 |

| Tisdag 9 juni 2009 kl 15:45 (CET) | Vitryssland | 58 – 67 (18-12, 12-23, 12-19, 16-13) Matchrapport | Italien | Valmiera Publik: 800 |
| Tisdag 9 juni 2009 kl 15:45 (CET) |             |                                                   |         | Valmiera Publik: 800 |

| Tisdag 9 juni 2009 kl 18:00 (CET) | Frankrike | 73 – 70 (17-19, 19-20, 16-13, 21-18) Matchrapport | Israel | Valmiera Publik: 1.000 |
| Tisdag 9 juni 2009 kl 18:00 (CET) |           |                                                   |        | Valmiera Publik: 1.000 |

## Andra gruppspelet
|  | Laget är klart för slutspel |
|  | Laget är utslaget           |

### Grupp E
| Plats                                                            | Nation    | Spelade | Vinster | Förluster | Mål       | Målskillnad | Poäng |
| ---------------------------------------------------------------- | --------- | ------- | ------- | --------- | --------- | ----------- | ----- |
| 1                                                                | Spanien   | 5       | 5       | 0         | 338 – 276 | +62         | 10    |
| 2                                                                | Slovakien | 5       | 3       | 2         | 319 – 313 | +6          | 8     |
| 3                                                                | Lettland  | 5       | 3       | 2         | 350 – 312 | +38         | 8     |
| 4                                                                | Grekland  | 5       | 2       | 3         | 297 – 301 | -4          | 7     |
| 5                                                                | Tjeckien  | 5       | 1       | 4         | 291 – 326 | -35         | 6     |
| 6                                                                | Polen     | 5       | 1       | 4         | 293 – 360 | -67         | 6     |
| Inbördes möten avgör placering när två lag hamnar på samma poäng |           |         |         |           |           |             |       |

| Torsdag 11 juni 2009 kl 15:15 (CET) | Polen | 56 – 65 (8-14, 20-8, 12-21, 16-22) Matchrapport | Slovakien | Riga Publik: 200 |
| Torsdag 11 juni 2009 kl 15:15 (CET) |       |                                                 |           | Riga Publik: 200 |

| Torsdag 11 juni 2009 kl 17:45 (CET) | Grekland | 48 – 67 (18-15, 17-24, 4-18, 9-10) Matchrapport | Spanien | Riga Publik: 500 |
| Torsdag 11 juni 2009 kl 17:45 (CET) |          |                                                 |         | Riga Publik: 500 |

| Torsdag 11 juni 2009 kl 20:30 (CET) | Tjeckien | 47 – 65 (23-19, 8-15, 7-19, 9-12) Matchrapport | Lettland | Riga Publik: 5.600 |
| Torsdag 11 juni 2009 kl 20:30 (CET) |          |                                                |          | Riga Publik: 5.600 |

| Lördag 13 juni 2009 kl 15:15 (CET) | Grekland | 62 – 45 (16-11, 14-11, 12-16, 20-7) Matchrapport | Tjeckien | Riga Publik: 300 |
| Lördag 13 juni 2009 kl 15:15 (CET) |          |                                                  |          | Riga Publik: 300 |

| Lördag 13 juni 2009 kl 17:45 (CET) | Spanien | 67 – 55 (13-15, 18-24, 22-6, 14-10) Matchrapport | Polen | Riga Publik: 500 |
| Lördag 13 juni 2009 kl 17:45 (CET) |         |                                                  |       | Riga Publik: 500 |

| Lördag 13 juni 2009 kl 20:15 (CET) | Slovakien | 78 – 69 (15-17, 17-19, 29-17, 17-16) Matchrapport | Lettland | Riga Publik: 6.000 |
| Lördag 13 juni 2009 kl 20:15 (CET) |           |                                                   |          | Riga Publik: 6.000 |

| Måndag 15 juni 2009 kl 15:15 (CET) | Slovakien | 57 – 59 (16-17, 20-16, 7-13, 14-13) Matchrapport | Grekland | Riga Publik: 300 |
| Måndag 15 juni 2009 kl 15:15 (CET) |           |                                                  |          | Riga Publik: 300 |

| Måndag 15 juni 2009 kl 17:45 (CET) | Polen | 68 – 82 (14-21, 13-22, 21-19, 20-20) Matchrapport | Tjeckien | Riga Publik: 400 |
| Måndag 15 juni 2009 kl 17:45 (CET) |       |                                                   |          | Riga Publik: 400 |

| Måndag 15 juni 2009 kl 20:15 (CET) | Lettland | 60 – 67 (19-17, 13-14, 17-16, 11-20) Matchrapport | Spanien | Riga Publik: 7.900 |
| Måndag 15 juni 2009 kl 20:15 (CET) |          |                                                   |         | Riga Publik: 7.900 |

### Grupp F
| Plats | Nation      | Spelade | Vinster | Förluster | Mål       | Målskillnad | Poäng |
| --- | ----------- | ------- | ------- | --------- | --------- | ----------- | ----- |
| 1 | Frankrike   | 5       | 5       | 0         | 323 – 286 | +37         | 10    |
| 2 | Ryssland    | 5       | 4       | 1         | 333 – 295 | +38         | 9     |
| 3 | Vitryssland | 5       | 2       | 3         | 317 – 321 | -4          | 7     |
| 4 | Italien     | 5       | 2       | 3         | 318 – 323 | -5          | 7     |
| 5 | Turkiet     | 5       | 2       | 3         | 307 – 340 | -33         | 7     |
| 6 | Litauen     | 5       | 0       | 5         | 286 – 319 | -33         | 5     |
| Inbördes möten avgör placering när tre lag hamnar på samma poäng Italien besegrade Vitryssland med 67-58 (+9 poäng), Turkiet besegrade Italien med 64-59 (+5 poäng) och Vitryssland besegrade Turkiet med 86-70 (+16 poäng), vilket gjorde att Vitryssland fick +7, Italien +4 och Turkiet -11 i inbördes möten |             |         |         |           |           |             |       |

| Fredag 12 juni 2009 kl 15:15 (CET) | Italien | 59 – 64 (16-20, 8-13, 15-18, 20-13) Matchrapport | Turkiet | Riga Publik: 200 |
| Fredag 12 juni 2009 kl 15:15 (CET) |         |                                                  |         | Riga Publik: 200 |

| Fredag 12 juni 2009 kl 17:45 (CET) | Vitryssland | 51 – 66 (15-18, 8-14, 13-18, 15-16) Matchrapport | Ryssland | Riga Publik: 300 |
| Fredag 12 juni 2009 kl 17:45 (CET) |             |                                                  |          | Riga Publik: 300 |

| Fredag 12 juni 2009 kl 20:15 (CET) | Litauen | 55 – 57 (14-15, 22-12, 12-15, 7-15) Matchrapport | Frankrike | Riga Publik: 300 |
| Fredag 12 juni 2009 kl 20:15 (CET) |         |                                                  |           | Riga Publik: 300 |

| Söndag 14 juni 2009 kl 15:15 (CET) | Vitryssland | 61 – 55 (12-11, 25-12, 13-16, 11-16) Matchrapport | Litauen | Riga Publik: 500 |
| Söndag 14 juni 2009 kl 15:15 (CET) |             |                                                   |         | Riga Publik: 500 |

| Söndag 14 juni 2009 kl 17:45 (CET) | Ryssland | 67 – 59 (23-19, 12-10, 14-11, 18-19) Matchrapport | Italien | Riga Publik: 500 |
| Söndag 14 juni 2009 kl 17:45 (CET) |          |                                                   |         | Riga Publik: 500 |

| Söndag 14 juni 2009 kl 20:15 (CET) | Turkiet | 43 – 55 (11-14, 9-15, 12-9, 11-17) Matchrapport | Frankrike | Riga Publik: 400 |
| Söndag 14 juni 2009 kl 20:15 (CET) |         |                                                 |           | Riga Publik: 400 |

| Tisdag 16 juni 2009 kl 15:15 (CET) | Italien | 72 – 58 (21-19, 10-18, 17-6, 24-15) Matchrapport | Litauen | Riga Publik: 250 |
| Tisdag 16 juni 2009 kl 15:15 (CET) |         |                                                  |         | Riga Publik: 250 |

| Tisdag 16 juni 2009 kl 17:45 (CET) | Turkiet | 70 – 86 (21-27, 16-18, 21-22, 12-19) Matchrapport | Vitryssland | Riga Publik: 350 |
| Tisdag 16 juni 2009 kl 17:45 (CET) |         |                                                   |             | Riga Publik: 350 |

| Tisdag 16 juni 2009 kl 20:15 (CET) | Frankrike | 72 – 66 (23-23, 18-13, 9-11, 22-19) Matchrapport | Ryssland | Riga Publik: 600 |
| Tisdag 16 juni 2009 kl 20:15 (CET) |           |                                                  |          | Riga Publik: 600 |

## Slutspelet
|  | Kvartsfinal | Kvartsfinal | Kvartsfinal |           |           | Semifinal   | Semifinal | Semifinal |            |            | Final      | Final       | Final |
|  |             |             |             |           |           |             |           |           |            |            |            |             |       |
|  | E1          | Spanien     | 61          |           |           |             |           |           |            |            |            |             |       |
|  | F4          | Italien     | 42          |           |           |             |           |           |            |            |            |             |       |
|  | F4          | Italien     | 42          |           | E1        | Spanien     | 61        |           |            |            |            |             |       |
|  |             |             |             |           | E1        | Spanien     | 61        |           |            |            |            |             |       |
|  |             | F2          | Ryssland    | 77        |           |             |           |           |            |            |            |             |       |
|  | F2          | F2          | Ryssland    | 77        | Ryssland  | 69          |           |           |            |            |            |             |       |
|  | F2          |             |             |           | Ryssland  | 69          |           |           |            |            |            |             |       |
|  | E3          | Lettland    | 64          |           |           |             |           |           |            |            |            |             |       |
|  |             |             |             |           |           |             |           |           |            |            | F2         | Ryssland    | 53    |
|  |             |             | F1          | Frankrike | 57        |             |           |           |            |            |            |             |       |
|  | E2          | Slovakien   | 68          |           |           |             |           |           |            |            |            |             |       |
|  | F3          | Vitryssland | 70          |           |           |             |           |           |            |            |            |             |       |
|  | F3          | Vitryssland | 70          |           | F3        | Vitryssland | 56        |           | Bronsmatch | Bronsmatch | Bronsmatch | Bronsmatch  |       |
|  |             |             |             |           | F3        | Vitryssland | 56        |           | Bronsmatch | Bronsmatch | Bronsmatch | Bronsmatch  |       |
|  |             | F1          | Frankrike   | 64        |           |             |           |           |            |            |            |             |       |
|  | F1          | F1          | Frankrike   | 64        | Frankrike | 51          |           | E1        | Spanien    | 63         |            |             |       |
|  | F1          |             |             |           | Frankrike | 51          |           | E1        | Spanien    | 63         |            |             |       |
|  | E4          | Grekland    | 49          |           |           |             |           |           |            |            | F3         | Vitryssland | 56    |

### Kvartsfinaler
| Onsdag 17 juni 2009 kl 17:45 (CET) | Slovakien | 68 – 70 (15-24, 8-12, 19-12, 18-12) (Förlängning: 8-10) Matchrapport | Vitryssland | Riga Publik: 300 |
| Onsdag 17 juni 2009 kl 17:45 (CET) |           |                                                                      |             | Riga Publik: 300 |

| Onsdag 17 juni 2009 kl 20:15 (CET) | Spanien | 61 – 42 (12-17, 17-11, 17-8, 15-6) Matchrapport | Italien | Riga Publik: 300 |
| Onsdag 17 juni 2009 kl 20:15 (CET) |         |                                                 |         | Riga Publik: 300 |

| Torsdag 18 juni 2009 kl 17:45 (CET) | Frankrike | 51 – 49 (10-7, 12-14, 15-13, 14-15) Matchrapport | Grekland | Riga Publik: 400 |
| Torsdag 18 juni 2009 kl 17:45 (CET) |           |                                                  |          | Riga Publik: 400 |

| Torsdag 18 juni 2009 kl 20:15 (CET) | Ryssland | 69 – 64 (14-15, 12-15, 13-7, 14-16) (Förlängning: 16-11) Matchrapport | Lettland | Riga Publik: 8.800 |
| Torsdag 18 juni 2009 kl 20:15 (CET) |          |                                                                       |          | Riga Publik: 8.800 |

### Semifinaler
| Fredag 19 juni 2009 kl 18:00 (CET) | Vitryssland | 56 – 64 (18-20, 16-20, 10-17, 12-7) Matchrapport | Frankrike | Riga Publik: 500 |
| Fredag 19 juni 2009 kl 18:00 (CET) |             |                                                  |           | Riga Publik: 500 |

| Fredag 19 juni 2009 kl 20:15 (CET) | Spanien | 61 – 77 (13-15, 11-11, 18-22, 19-29) Matchrapport | Ryssland | Riga Publik: 1.800 |
| Fredag 19 juni 2009 kl 20:15 (CET) |         |                                                   |          | Riga Publik: 1.800 |

### Bronsmatch
| Lördag 20 juni 2009 kl 18:00 (CET) | Spanien | 63 – 56 (13-8, 23-12, 13-20, 14-16) Matchrapport | Vitryssland | Riga Publik: 950 |
| Lördag 20 juni 2009 kl 18:00 (CET) |         |                                                  |             | Riga Publik: 950 |

### Final
| Lördag 20 juni 2009 kl 20:15 (CET) | Ryssland | 53 – 57 (10-12, 9-18, 14-16, 20-11) Matchrapport | Frankrike | Riga Publik: 3.200 |
| Lördag 20 juni 2009 kl 20:15 (CET) |          |                                                  |           | Riga Publik: 3.200 |

| Europamästare: Frankrikes andra EM-titel |

## Placeringsmatcher

### Match om 5:e - 8:e plats
| Fredag 19 juni 2009 kl 13:30 (CET) | Slovakien | 59 – 64 (11-17, 14-15, 22-10, 12-22) Matchrapport | Grekland | Riga Publik: 150 |
| Fredag 19 juni 2009 kl 13:30 (CET) |           |                                                   |          | Riga Publik: 150 |

| Fredag 19 juni 2009 kl 15:45 (CET) | Italien | 68 – 66 (10-25, 13-14, 18-11, 21-12) (Förlängning: 6-4) Matchrapport | Lettland | Riga Publik: 1.500 |
| Fredag 19 juni 2009 kl 15:45 (CET) |         |                                                                      |          | Riga Publik: 1.500 |

### Match om 7:e plats
| Lördag 20 juni 2009 kl 13:30 (CET) | Lettland | 67 – 59 (13-17, 18-10, 21-18, 15-14) Matchrapport | Slovakien | Riga Publik: 700 |
| Lördag 20 juni 2009 kl 13:30 (CET) |          |                                                   |           | Riga Publik: 700 |

### Match om 5:e plats
| Lördag 20 juni 2009 kl 15:45 (CET) | Italien | 56 – 60 (15-18, 14-9, 17-13, 10-20) Matchrapport | Grekland | Riga Publik: 300 |
| Lördag 20 juni 2009 kl 15:45 (CET) |         |                                                  |          | Riga Publik: 300 |

## Slutplaceringar
| 1  | Frankrike   |
| 2  | Ryssland    |
| 3  | Spanien     |
| 4  | Vitryssland |
| 5  | Grekland    |
| 6  | Italien     |
| 7  | Lettland    |
| 8  | Slovakien   |
| 9  | Litauen     |
| 9  | Polen       |
| 9  | Tjeckien    |
| 9  | Turkiet     |
| 13 | Israel      |
| 13 | Serbien     |
| 13 | Ukraina     |
| 13 | Ungern      |